# VK Музыка
VK Музыка (ранее — сервисы BOOM и Музыка ВКонтакте) — российский стриминговый сервис компании VK, объединяющий музыкальную платформу «ВКонтакте» и отдельное приложение для прослушивания музыки.

## История
15 июля 2016 года «ВКонтакте» полностью легализовала музыкальные композиции. Музыка снова стала доступна на мобильных устройствах с ОС iOS.
В начале ноября 2016 года название приложения было изменено с «Музыки ВКонтакте» на Boom, был изменён логотип и проведён ребрендинг. Обновлённая версия приложения была выпущена в Google Play 31 октября 2016 года, а в App Store — 3 ноября того же года. В ней присутствовало 2 вида подписки — бесплатная и платная. Пользователи с бесплатной подпиской могли загружать до 1 часа музыкальных композиций, однако пользоваться таким тарифом можно было не больше 3 месяцев. При покупке платной подписки количество композиций не ограничено.
28 апреля 2017 года была введена платная подписка на музыку. Бесплатное прослушивание треков осталось доступно, но вместе с рекламой.
15 августа 2018 в музыкальном разделе «ВКонтакте» была добавлена возможность поиска артиста в специальной карточке, которая содержит альбомы и популярные песни музыканта.
В 2018 году число подписчиков BOOM составляло 1,2 миллиона. Ещё 303 тыс. человек пользовались пробной подпиской. Как сообщает vc.ru, представители «ВКонтакте» не смогли дать ответ на вопрос о том, сколько пользователей используют платную подписку на сервисы Boom в социальных сетях, а сколько получили доступ к ним через тарифы «Мегафона», в которые входит безлимитная музыка в социальных сетях Mail.ru Group. По итогам того же года исследовательская организация J’Son and Partners Consulting назвала Boom и «Музыку ВКонтакте» одними из самых популярных сервисов с 40 % аудитории и 25,6 % выручки (общее количество интернет-пользователей в 2018 году составило 114 920 477, из них 87 % пользуются музыкальными сервисами; выручка же стриминговых сервисов составила 51 млн $).
В июле 2019 года количество подписчиков Boom достигло 2,5 миллиона. Согласно опубликованному в 2019 году на vc.ru исследованию, одно прослушивание в Boom приносит независимым музыкантам 10 копеек.
28 октября 2019 года администрация сайта возобновила работу раздела «Аудиозаписи» для старых версий приложения. В версии 4.8.3 в музыкальном разделе появилась реклама, однако сохранена возможность добавления музыки в кэш без приложения BOOM.
В июле 2020 года численность подписчиков BOOM и «Музыки ВКонтакте» превысило 3,5 миллиона. В этом же месяце был опубликован рейтинг лучших сервисов для прослушивания музыки для Android- и iOS-устройств, составленный «Роскачеством». BOOM для Android-устройств был оценён в 4,65 балла, а для iOS-устройств — в 4,51 балла. По данным аналитической компании App Annie, в 2020 году Boom занял второе место в списке по тратам пользователей в приложениях.
23 сентября 2020 «ВКонтакте» представляет единую подписку VK Combo: в ней собраны подписки на «Музыку ВКонтакте» и BOOM, а также скидки на такси, доставку еды и другие сервисы партнёров.
30 августа 2021 года обновлён музыкальный раздел. Введена единая подписка VK Combo за 75 рублей в месяц для новых пользователей. Добавлена возможность скачивания музыки внутри мобильного приложения. Кроме того, пользователи без подписки теперь не смогут прослушивать музыку в фоновом режиме.
30 ноября 2021 года приложение BOOM и «Музыка ВКонтакте» объединили в сервис «VK Музыка».
1 апреля 2022 в «VK Музыке» появился новый алгоритм, который для каждого слушателя создаёт персональную подборку «Слушайте друг друга» с публично доступными плейлистами от людей и сообществ с похожим музыкальным вкусом.
В 2022 году, на фоне вторжения России на Украину, ряд зарубежных правообладателей прекратил сотрудничество с «VK Музыкой», тем самым пользователи лишились доступа к зарубежным новинкам.
1 сентября 2022 года многие музыканты (Zivert, Сергей Жуков, HammAli & Navai, Клава Кока, OG Buda, Тимати и другие) составляли для «VK Музыки» собственные плейлисты со своими любимыми треками. Их подборки представлены в разделе «100 личных плейлистов».
23 января 2023 года в «VK Музыке» появился раздел «Подкасты» который объединил разнообразный аудиоконтент, в том числе эксклюзивные шоу. 25 сентября того же года в стриминге появились аудиокниги.
По итогам 2023 года, по данным «VK Музыки», второй раз подряд «Артистом года» стал рэпер Macan — его треки прослушали более 1 млрд раз. «Артисткой года» стала Instasamka, её композицию «За деньги да» назвали «Самым виральным треком года».